# 大岡進
大岡 進（おおおか　すすむ）はTBSテレビ所属の演出家・テレビプロデューサー。現在、制作局担当局次長。
ベテラン演出家であり、俳優武田鉄矢とプロデューサーの千野友嗣は「金八先生」以来の仲間。連続ドラマ「家栽の人」ではプロデューサー兼演出を務め、2004年に同ドラマが単発ドラマとして復活した際には、脚本の清水有生とともに大分県在住の原作者毛利甚八を訪れ、再ドラマ化を打診した。大岡はインタビューで同番組では「被害者にも加害者にも針が振れないようにした」「被害者遺族の悲しみや、加害少年の罪の自覚の芽生えなどをテーマに描きました」と語った。 

## 演出した番組

### 連続ドラマ
- 金曜ドラマ
  - 「悪魔のようなあいつ」
  - 「親子万才」
  - 「想い出にかわるまで」（第2話のみ）
  - 「あしたがあるから」」（チーフディレクター）
  - 「ランデヴー」
  - 「世界で一番熱い夏」
  - 「ママの遺伝子」
  - 「クロサギ」（第9話のみ）
- ポーラテレビ小説
  - 「おゆき」
  - 「千春子」
  - 「五度半さん」（チーフディレクター）
- 日曜劇場
  - 「ボクの就職」
  - 「オトナの男」
  - 「いま、会いにゆきます」
  - 「官僚たちの夏」
- 桜中学シリーズ
  - 「3年B組金八先生」（第2・8シリーズ、スペシャル2・4・5・6）
  - 「2年B組仙八先生」
  - 「3年B組貫八先生」
- 「オサラバ坂に陽が昇る」
- 「東中学3年5組」（チーフディレクター）
- 「一家だんらん物語」
- 「親子ジグザグ」
- 「スタンドバイミー きまぐれ白書1」
- 「親子ウォーズ」（チーフディレクター）
- 「とんぼ」（第1話のみ）
- 「ホットドッグ」（プロデュース）
- 「家栽の人」（プロデュース兼演出）[3]
- 「RUN」（チーフディレクター、プロデュースも兼務）
- 「部屋においでよ」（プロデュース）
- 「君が教えてくれたこと」（第10話のみ）
- 「夫婦道」

### 単発ドラマ
- 東芝日曜劇場
  - 「ボクの父ちゃん」
  - 「おとこたちの家」
  - 「ツッパリ娘が父親の泥棒を見た…2」
  - 「教室 お父さん魔王がボクを連れて行く」
  - 「夫婦さかだち」
- 土曜ドラマスペシャル
  - 「外科東病棟1」
- 月曜ドラマスペシャル・月曜ミステリー劇場・月曜ゴールデン
  - 「ザ・カード社会」
  - 「松本清張作家活動40年記念・西郷札」（プロデュース兼務）
  - 「テキ屋の信ちゃんシリーズ 1 - 5」（プロデュース、2は演出兼務）
  - 「松本清張特別企画・証明」
  - 「松本清張特別企画・紐」
  - 「涙のアンパンマン・マーチ」
  - 「外科医零子シリーズ 1 - 4」[6]
  - 「どケチ弁護士山田播磨の温泉事件簿」（監督）[2]
- ドラマチック22
  - 「柴門ふみの恋愛論 ステキな恋をするための12の実戦的A&A」（制作）
- 「こっちこい!UFO 」
- 「さっちゃんウソついてごめんネ」
- 「天城越え」
- 「直線の死角」
- 「24時間だけの嘘」
- 「顔」
- 「危険な斜面」
- 「死んだ馬 殺意の接点」
- 水曜プレミア「家栽の人スペシャル」[4]
- 「獄窓記」
- 「波の塔」（演出）[1]